# Acarajé

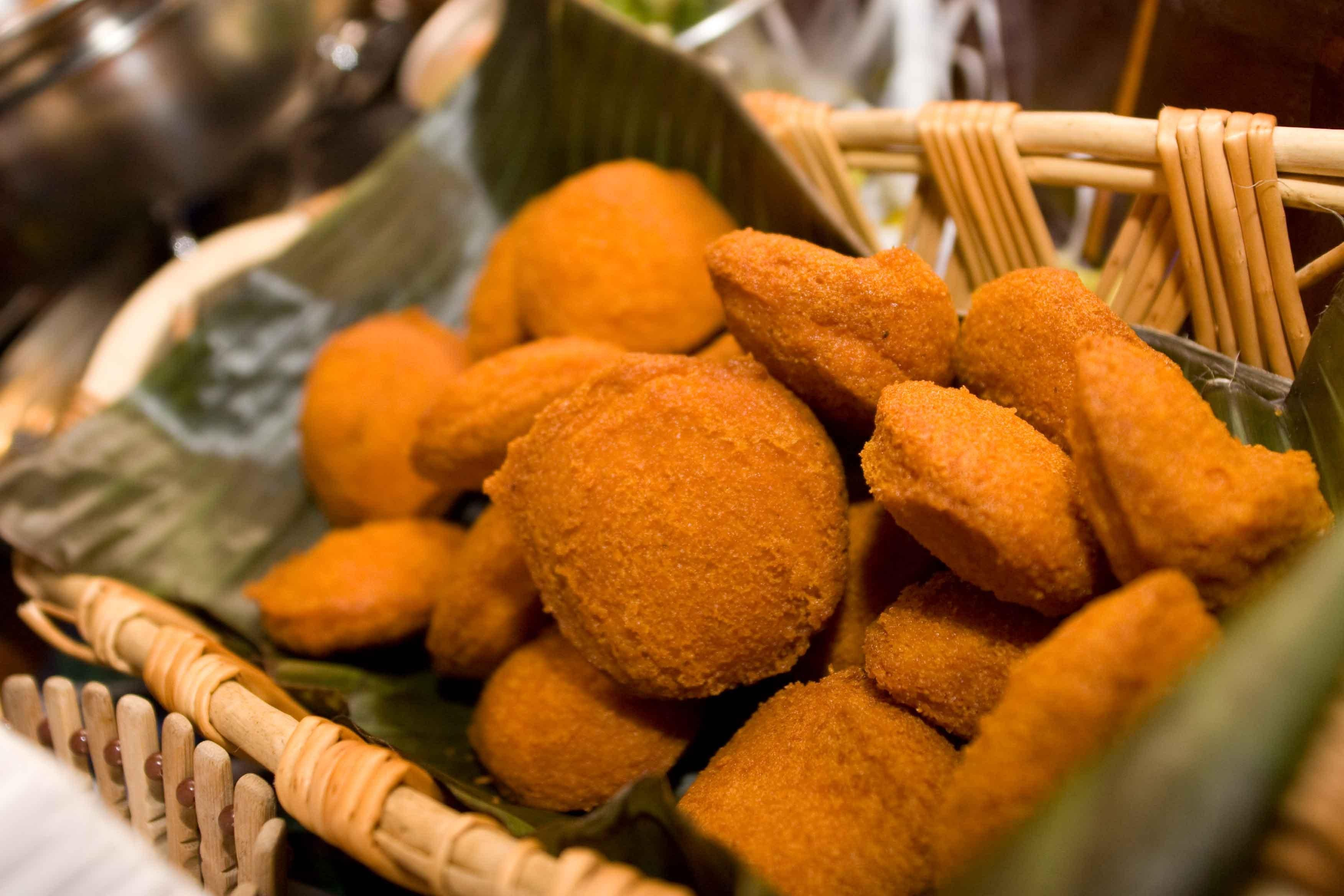
Acarajé

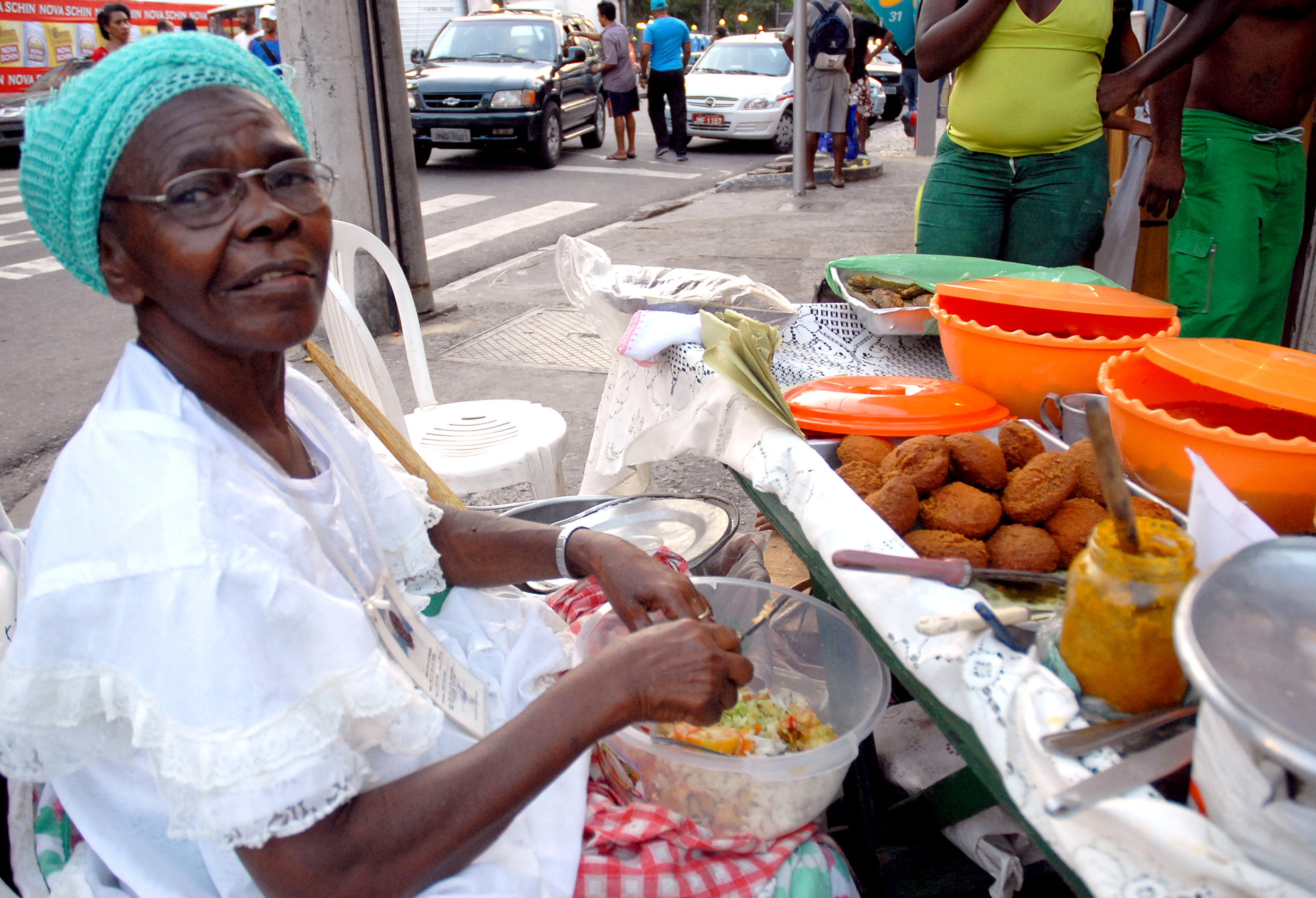
Eine Straßenverkäuferin in Salvador, Brasilien verkauft Acarajé.

Acarajé ist ein Imbiss aus dem Nordosten Brasiliens. Ein Teig aus geschälten und gemahlenen Augenbohnen wird zu Kugeln geformt und in Palmöl frittiert. Für den Verzehr werden sie gewöhnlich aufgebrochen oder -geschnitten und mit Würzpasten wie Vatapá oder Caruru, Tomatensalat und/oder Garnelen gefüllt.
Besonders in den Straßen von Salvador da Bahia wird Acarajé als Imbiss verkauft. Heute sind die meisten Straßenverkäufer in Bahia Frauen. Man erkennt sie an ihren weißen Baumwollkleidern und dem Tuch, das sie um den Kopf gewickelt haben. Diese Frauen, baianas genannt, werden oft in der Kunst dieser Region dargestellt.
Seinen Ursprung hat dieses Rezept in Westafrika. In Teilen Nigerias, in Ghana, Togo und in Benin wird es auch heute noch hergestellt, allerdings teilweise unter anderem Namen wie Akara,  Kosai (Nigeria) oder Koose (Ghana).